# Tetraponera bidentata
Tetraponera bidentata é uma espécie de formiga do gênero Tetraponera, pertencente à subfamília Pseudomyrmecinae.